# Detector de mines polonès

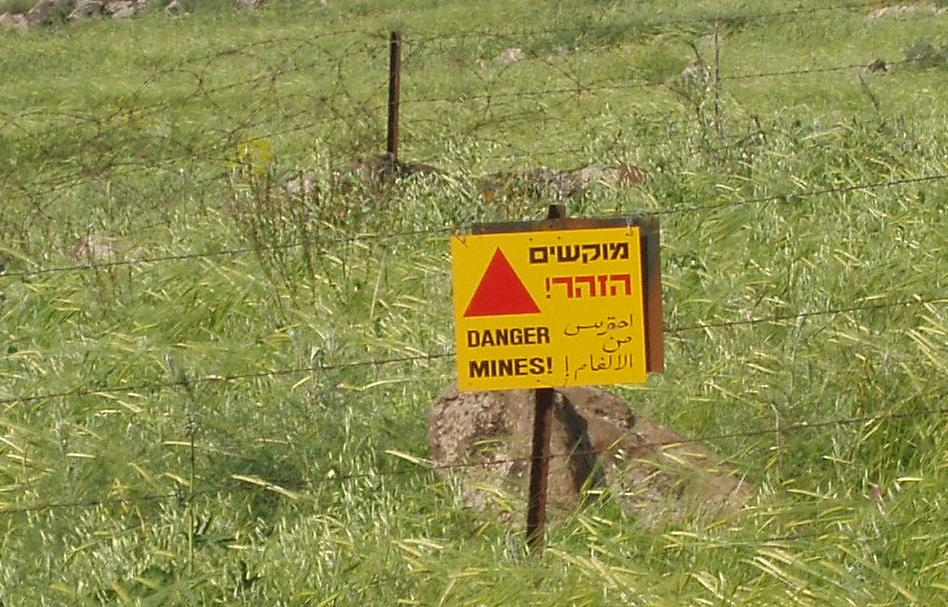
Senyal de camp minat en els Alts del Golan, 40 anys després del conflicte sirià-israelià.

El  detector de mines (polonès) Mark 1  era un detector de metalls utilitzat per localitzar mines terrestres. Va ser desenvolupat durant la Segona Guerra Mundial l'hivern de 1941/1942 pel tinent polonès Józef Kosacki.

## Història
En el període previ a la guerra, el Departament d'Artilleria del Ministeri de Defensa Nacional polonès va ordenar la construcció d'un dispositiu que pogués ser útil en la localització d'artefactes sense esclatar en els camps d'entrenament d'artilleria.
L'instrument va ser dissenyat per la companyia electrònica AVA Ràdio Company, però la seva execució va ser impedida per l'esclat de la guerra defensiva polonesa. Després de la invasió de Polònia de 1939 i la transferència del govern polonès França, el treball es reinicia en el dispositiu, aquest cop concebut com un detector de mines. Poc se sap d'aquesta etapa de construcció, ja que l'obra va ser detinguda per la batalla de França i la necessitat d'evacuar al personal de Polònia a Gran Bretanya.
Allà, a finals de 1941, el tinent Józef Kosacki va idear un projecte final, basat en part en els primers dissenys. El seu descobriment no va ser patentat, hi va donar com un regal a l'exèrcit britànic. Va rebre una carta d'agraïment del rei per aquest acte. El seu disseny va ser acceptat i 500 detectors de mines van ser enviats immediatament a El Alamein, on va duplicar la velocitat d'avanç del 8è Exèrcit britànic. Durant la guerra van ser produïts més de 100.000 detectors d'aquesta classe, juntament amb diversos centenars de milers dels nous desenvolupaments del detector de mines (Mark II, Mk. III i Mk IV). El detector va ser utilitzat més endavant durant la invasió aliada de Sicília, la invasió aliada d'Itàlia i la invasió de Normandia. Aquest tipus de detectors (Mark 4c) va ser utilitzat per l'exèrcit britànic fins al 1995.

## Disseny
"El detector polonès tenia dues bobines, una de les quals estava connectat a un oscil·lador que generava un corrent oscil·lant amb una freqüència acústica. L'altra bobina es connectava a un amplificador i un telèfon. Quan les bobines eren a la proximitat d'un objecte metàl·lic, l'equilibri entre les bobines es interferia i el telèfon comunicava un senyal. L'equip pesava una mica menys de 30 lliures (14 kg) i podria ser operat per un sol home. El detector polonès va estar en servei durant tota la guerra i la versió Mark 4c encara va ser utilitzada per l'exèrcit britànic fins al 1995. "
-Mike Croll, The History of Landmines (La història de les mines terrestres)

## Components
1. Placa de detecció.
2. Mango (dues parts) amb contrapès.
3. Quadre de treball fix en el mànec.
4. Amplificador i bateria a la borsa de transport.
5. Auriculars.